# الهجوم على أم درمان والخرطوم 2008
في مايو 2008م قامت (حركة العدل والمساواة) بغارة على الحكومة السودانية في مدينتي أم درمان والخرطوم. وحركة العدل والمساوة هي مجموعة متمردة من الأقاليم العرقية في دارفور.
من وجهة نظر الحكومة وقع الهجوم في يوم واحد 10 مايو 2008م في حين أن حركة العدل و المساوة ردت على حسب الحكومة بتقارير عن قتال عنيف في أجزاء من منطقة العاصمة الخرطوم حتى 11 مايو. وورد أن أكثر من 220 شخصاً قتلوا في الغارة بما في ذلك طيار روسي وحُكم عليهم فيما بعد بالإعدام.
كانت هذه هي المرة الأولى التي تصل فيها الحرب في دارفور التي كانت محصورة في السابف في غرب السودان، إلى عاصمة البلاد بشكل عام وأدت الحرب بحياة ما يصل إلى (300000 شخص) مع (2.5 مليون آخرين) أصبحوا بلا مأوى منذ عام 2003م وصفت الولايات المتحدة الصراع في دارفور بإنه إبادة جماعية، وهي تهمة رفضتها الحكومة السودانية. على الرغم من عقود من الحرب في جنوب السودان، لم تشهد الخرطوم أي قتال في الشوارع منذ عام 1976م.

## المعركة
في 10 مايو 2008م إشتبكت القوات الحكومية للجبهة الإسلامية الوطنية السودانية ومجموعة كبيرة من المتمردين من دارفور في مدينة أم درمان، مقابل الخرطوم. وأفاد شهود عيان بإطلاق نار كثيف ونيران المدفعية في غرب العاصمة السودانية وطائرات هاليكوبتر تابعة للقوات المسلحة الشعبية السودانية وعربات تندفع في الشوارع بإتاه أم درمان.
عندما إقتربت حركة العدل و المساوة من قافلة تضم 130 مركبة لجمع التضاريس من العاصمة، صعد طيار عسكري روسي يعمل كمدرب عسكري لسلاح الجو السوداني إلى طائرة مثاتلة من طراز ميج 29 وحاول تحريك العمود. تم إسقاط الطائرة برصاص رشاش من عيار كبير وقتل الطيار لأن المظلة لم تفتح بعد إخراجها. على الرغم من الجهود التي بذلتها الحوكومتان السودانية والروسية لإخفاء الحادث، فقد تم تسريب خبر وفاته من قبل محطة إذاعة صدى موسكو المستقلة في روسيا وصحيفة ألوان السودانية التي تم إغلاقها على الفور بسبب الكشف عن معلومات عسكرية حساسة ضارة بأمن البلاد وإنجازاتها.
دخلت قوات حركة العدل و المساوة مدينة أم درمان مستهدفةً قاعدة الأربعين العسكرية ومركز شرطة الأصوات، وعلى الفور تم نشر المدفعية والدبابات وطائرات الهيلكوبتر العسكرية في أم درمان، واستمر القتال العنيف لعدة ساعات ثم بدأ المتمردون في التحرك نحو جسر الإنجاز لعبور النيل الأبيض إلى الخرطوم في محاولة واضحة للوصول إلى القصر الرئاسي، بينما توجهت قوى حركة العدل والمساوى الأخرى نحو مبنى الإذاعة والتلفزيون الوطني في أم درمان. تم صد كلا الهجومين من القوات الحكومية.
بعد استعادة القاعدة الجوية الإستراتيجية العسكرية في وادي سيدنا، أوقف جنود الحوكمة السودانية تقدم المتمردين قبل وقت قصير من برلمان البلاد  وفي وقت متأخر من بعد ظهر اليوم قال التلفزيوني السوداني إن المتمردين «تم صدهم تماماً» بينما كانوا يعرضون صوراً حيه لسيارات محترقة وجثث في الشارع. وقالت الشرطة السودانية إن القائد المزعوم للمهاجمين محمد صالح غاريو ورئيس الإستخبارات محمد نور الدين قُتلا في الإشتباكات  أعلنت الححكومة حظرة التجوال ليلاً بعد فنرة وجيزة من إعلانهم وقف لبقتال في الساعة 4:00 بتوقيت جرينتش. إلا أن حركة العدل و المسواة أنكرت إدعاء الحكومة للنصر ضد المتمردين، قائلةً بدلاً من ذلك إن القتال مازل مستمراً في أم درمان وفي الخرطوم بحري.
وفقاً لتقرير صادر عن (هيومن رايتس ووتش) استمر القتال المتقطع لمدة (48 ساعة). قال سكان أم درمان إنه كان هناك مزيد من القتال صباح يوم 11 مايو كما وردت أنباء عن قتال في 12 مايو في أسواق بوسط الخرطوم غرب السفارة الأمريكية وعلى الضفة الأخرى للنيل الأزرق. أفاد سكان في منطقتي بنات والمهندسين ببعض حوادث إطلاق النار في المنطقة وقال شاهد عيان إن قوات الأمن السودانية فرضت حصارًا على أحد المباني التي يقال إن مقاتلي حركة العدل والمساواة احتلوها. في اليوم نفسه تحدث زعيم حركة العدل والمساواة خليل إبراهيم عبر الهاتف مع (وكالة أسوشيتيد برس)مدعيا أنه لا يزال داخل أم درمان مع مقاتليه، وتعهد بمواصلة الهجمات في حرب عصابات طويلة  حددت المجموعة هدفها بأنه الإطاحة بالحكومة العسكرية لعمر البشير.
في 14 مايو وزير الدفاع السوداني الجنرال عبد الرحيم محمد حسين إن (93 من جنوده و 13 من رجال الشرطة قتلوا في المعركة إلى جانب 30 مدنياً وأكثر من 90 متمردي) حركة العدل و المساوة وقال أيضاً إن المتمردين فقدوا ثلثي سياراتهم غلى الأقل، بينما قال وزير الداخلية إبراهيم محمود إن القوات الحكومية دمرت أكثر من (40 سيارة)و إستولت على حوالي (17 سيارة)  وفي هذا اليوم أيضاً إعترفت حركة العدل والمساوة بالهزيمة في الغارة التي قالو إن ثلث مقاتليها شاركوا فيها لكنهم وهدوا بالمزيد من الهجمات على العاصمة وقال محمود سليمان نائب رئيس المجموعة في بيان إنه ربما خسر معركة الخرطوم وانسحب بكرامة لكنه لم يخسر الحرب.

## ما بعد الكارثة
تم إعتقال حسن الترابي وعشرة أعضاء أخرين من حزب المؤتمر الوطني الشعبي المعارضة وهو فيصل منشق عن المؤتمر الوطني الحاكم، فجراً في منازلهم في الخرطوم بسبب صلاتهم المزعومة بالمتمردين. أُطلق سراح الترابي في وقت لاحق من ذلك اليوم ونفى وجود أي علاقة بين المجلس الوطني الفلسطيني وحركة العدل و المساوة.
إستبعد زعيم حركة العدل و المساوة خليل إبراهيم أي وقف لإطلاق النار مع الخرطوم ما لم يتم توقيع إتفاق سياسي، وإنتقد المجتمع الدولي متهماً إيّاها بالعجز في ردها على أزمة دارفور، وأشاد بموقف الحزب الشيوعي السوداني لعدم إدانتهم للهجوم. وقالت الحكومة أنها تعلمت دروساً من الغارة وستكون أفضل إستعداداً في المرة القادمة. كما عرضت مكافأة قدرها (125 ألف دولار) لإبراهيم الذي زُعم أنه أصيب خلال القتال في 10 مايو في أم درمان.
بحلول أبريل / نيسان 2009م كانت الحكومة السودانية قد حكمة على 82 من أعضاء حركة العدل و المساوة بمن فيهم المتمرد الرئيسي عبد العزيز عاشور الأخ الغير شقيق لخليل إبراهيم بالإعدام شنقاً كإرهاب، وحيازة أسلحة بشكل غير قانوني. عندما صدرت مجموعة واحد من الأحكام وقف الرجال المدانون وهتفوا «إذهب يا حركة العدل والمساواة، إذهب! وإذهب! يا خليل، إذهب»  بحلول نوفمبر 2009 تجاوز عدد هؤلاء المحكوم عليهم بالإعدام 100 منهم ستة جنود من حركة العدل و المساوة ومع ذلك تم العفو عن عشرات الأطفال الأخرين المتهمين بالمشاركة في الغارة وتم إطلاق سراحهم من قبل الرئيس البشير.

## التأثير على العلاقات السودانية التشادية
إتهم السودان جاره تشاد بتفير الملاذ والذخبرة للمتمردين «القوات التشادية أساساً» ، وقد أعلنت الحكومة السودانية أن المتمردون كانوا يتحركون عبر الحدود من تشاد إلى منطقة دارفور التي تعد مركزاً للصراع بين المتمردين الدارفوريين ومليشيات الجنجويد المالية للحكومة، ثم إنتقل المتمردون نحو 600 كيلومتر (370 ميل) من الصحراء وفرق من دارفور إلى منطقة العاصمة الخرطوم. أنكرت تشاد هذه المزاعمة لكن السودان قطع على الفور العلاقات معها للأول

## ردود الفعل الدولية
- أدان الأمين العام للأمم المتحدة بان كي مون «استخدام حركة العدل والمساواة للقوة المسلحة والوسائل العسكرية لتحقيق الغايات السياسية» ودعا إلى الوقف الفوري للأعمال العدائية وتجديد الجهود من أجل السلام في دارفور. وأعرب عن قلقه من آثار الهجوم.[21]
- الولايات المتحدة الأمريكية: صرح نائب السكرتير الصحفي جوردون جوندرو من كروفورد بولاية تكساس أن حكومة الولايات المتحدة قلقة للغاية بشأن الغارة وحث «كلا الجانبين على وقف الأعمال العدائية سواء كانت المجموعة المتمردة أو أي رد من الحكومة. نريد أن نرى هدوءًا واستعاد النظام».[3]
- النرويج: أدان وزير الشؤون الخارجية، جوناس غار ستور، هجوم المتمردين على الخرطوم، قائلاً وفقًا لبيان صحفي أن «القتال يظهر الحاجة إلى جهود معززة من الأمم المتحدة والاتحاد الأفريقي والمجتمع الدولي والأطراف في نزاع دارفور لإيجاد الحل السياسي للصراع في دارفور، أكد المؤتمر على الحاجة إلى جهد دولي موحد لإحلال السلام في السودان بأكمله، والوضع في السودان الآن خطير للغاية، والحوار السياسي فقط هو الذي يمكن أن يغير ذلك، كل من السلطات في السودان والحركات المتمردة يجب أن ندرك أن النضال العسكري المستمر هو طريق مسدود.»[22] كانت النرويج في وقت سابق من هذا الأسبوع مضيفة لمؤتمر المانحين للأمم المتحدة والبنك الدولي للسودان.[23]